# El Zapote (norra Sinaloa kommun)
El Zapote är en ort i Mexiko.   Den ligger i kommunen Sinaloa och delstaten Sinaloa, i den västra delen av landet, 1 200 km nordväst om huvudstaden Mexico City. El Zapote ligger 237 meter över havet och antalet invånare är 123.
Terrängen runt El Zapote är kuperad åt nordost, men åt sydväst är den platt. Runt El Zapote är det glesbefolkat, med 19 invånare per kvadratkilometer. Närmaste större samhälle är Agua Caliente de Cebada, 1,0 km nordväst om El Zapote. I omgivningarna runt El Zapote växer i huvudsak blandskog.